# Santissimo Nome di Gesù (titre cardinalice)
La diaconie cardinalice de Santissimo Nome di Gesù (Très saint Nom de Jésus) est érigée par le pape Paul VI le 5 février 1965 dans la constitution apostolique Quod ex antiquitate. Elle n'est attribuée pour la première fois que deux ans plus tard lors du consistoire du 26 juin 1967. Elle est rattachée à l'église du Gesù qui se trouve dans le centre de Rome.

## Titulaires
- Michele Pellegrino, titre pro illa vice (1967-1986)
- Eduardo Martínez Somalo (1988-1999) ; titre pro hac vice (1999-2021)
- Gianfranco Ghirlanda, s.j., (depuis 2022)[2]

## voir aussi